# Vitrinella berryi
Vitrinella berryi är en snäckart som beskrevs av Bartsch 1907. Vitrinella berryi ingår i släktet Vitrinella och familjen Vitrinellidae. Inga underarter finns listade i Catalogue of Life.